# Enfrentamientos en Petare
En 2020 y 2021, tienen lugar una serie de enfrentamientos en Petare, sector de Caracas, en el estado Miranda, Venezuela, entre el líder delincuencial Wuileisys Acevedo alias «Wilexis» contra otros líderes criminales locales como «El Gusano» (fallecido) y la banda «Fechas patrias», como también con autoridades policiales y militares de Venezuela, incluyendo al CICPC, FAES, SEBIN, PNB, BAE y la Guardia Nacional Bolivariana (GNB) junto al CONAS.

## Antecedentes
Wuileisys Acevedo, un delincuente, pran y máximo líder de la delincuencia en Petare, controla gran parte del barrio con su banda de 200 integrantes, situado al este de la capital venezolana y habitado por un millón de caraqueños. La mayoría, no pasa de los 30 años, y los más jóvenes todavía están estudiando en el subsistema de educación básica de dicho país. Estos últimos tienen el cargo de «gariteros» (custodios de territorio). Todo el equipo delictivo se encuentra armado y posee radiostransmisores, según informa el portal El Pitazo.
El diario español ABC, reseñó que Wuilesys mantiene con su banda criminal, el dominio de cuatro grandes sectores de la localidad –desde la zona 6 hasta la 10– con fusiles AR-15, FN FAL, Mini Uzi, escopetas y granadas, donde realizan extorsiones a comerciantes de zonas aledañas, narcotráfico y hurto, además del control social, que ha producido el desalojo de muchos residentes del lugar.

## Enfrentamientos de 2020 y 2021
A principios de 2020, la ministra para el Servicio Penitenciario de Venezuela, Iris Varela, liberó a más de 300 presos comunes, incluyendo al delincuente Chistian René Tovar Uribe, de 34 años, alias «El Gusano», quien tiene discrepancias con Wuilesys desde 2015, cuando pagaron condena en el mismo centro penitenciario. La liberación se dio para que eliminara a Acevedo por supuestamente apoyar al político Juan Guaidó y las protestas en Caracas por la crisis de los servicios públicos, informó la periodista Ibéyise Pacheco y el medio NTN24.
La zona principal (zona 10) es la de José Félix Rivas donde entre marzo, abril y principios de mayo de 2020, las bandas criminales de Acevedo y su rival «El Gusano», apoyado según el diario El Impulso por el delincuente y pran Chimaras –conocido por el asesinato del actor venezolano Yanis Chimaras y Niño Guerrero–, han tenido varios enfrentamientos por el control de la comunidad en especial el sector Las Monjas, incluso con un toque de queda local. Aparte, medios de noticias reseñaron heridos de bala en el sitio y daños a infraestructuras, como también cierto apoyo de la comunidad a Acevedo, con consignas, protestas y cacerolazos, además de misas en su honor, el cual él participó.
Las bandas de Petare se han disputado por el tráfico de drogas, armas y alimentos. Por más de una semana, las mismas se han enfrentado sin intervención de ninguna fuerza de seguridad. Nicolás Maduro finalmente enfrentó a Wuilesys, pero no a «El Gusano». Días más tarde, Wuileisys, fue acusado por el gobierno de Nicolás Maduro, en ser presuntamente colaborador de la Administración para el Control de Drogas (DEA) de Estados Unidos y de estar implicado en la Operación Gedeón ocurrida en mayo de 2020, tras informaciones dadas por José Alberto Socorro Hernández, alias «Pepero». El criminal, desmintió al mandatario venezolano a través de un audio enviado a NTN24 y luego viralizado en redes sociales, donde menciona que: «Nosotros no somos políticos, yo Wilexis personalmente estoy luchando por la tranquilidad y la comodidad del barrio José Félix Ribas».
El 8 de mayo de 2020, el ministro de interior de Venezuela, M/G Néstor Reverol, informa la activación del operativo policial conformado por funcionarios del CICPC, FAES, SEBIN, PNB, BAE y GNB junto con el CONAS. en búsqueda de Wuilesys, que incluyó traslado de tanquetas, drones y helicópteros por la zona. En el despliegue cayeron abatidos doce personas en José Félix Ribas, aunque el exfiscal Zair Mundaray aseguró uno más. Entre los fallecidos se encontraba el baloncestista Brian Cedeño. Vecinos de la comunidad mencionan que Cedeño fue sacado de su hogar «a golpes» y asesinado delante de su madre, quien también fue agredida por los funcionarios policiales. Los mismos informaron que el jugador era inocente. Días después, la progenitora de Cedeño aseguró en medios la inocencia de su hijo y exigió el cuerpo del mismo que no se le fue entregado.
Pese a la movilización policial y de la FANB de ese día, Acevedo no fue capturado en el operativo. En el hecho fueron incautadas catorce armas de fuego, y apresaron a dos personas en flagrancia por tenencia de droga. Residentes de la barriada, señalaron que las fuerzas del estado irrumpieron en las casas sin ninguna orden de allanamiento, mucho menos acompañados de fiscales del Ministerio Público. Además, la oposición venezolana informó que el ex concejal de Petare y miembro del partido político Primero Justicia, Junior Pantoja, también fue detenido, el cual fue liberado el 24 de junio de 2020.
Posteriormente Douglas Rico, director del CICPC, informó el deceso de cinco delincuentes que formaban parte de la banda de Wuileisys, los cuales eran Jhostin Yandel Hernández Hernández, alias «Jhostin», de 17 años; Carlos Daniel Hernández Yendez, «Carlitos», 22 años; William Toro Hernández, «Wilita», 17 años; Héctor Omar Peroza, «El Abuelo”, 49 años, «Leo Petare»  y «El Alegría». Aparte, confirmó la muerte de Chistian Tovar, alias «El Gusano», líder de la banda que se enfrentaba a Acevedo. Todos fueron asesinados en operativos policiales.
A principios de junio de 2020, efectivos militares del CONAS pertenecientes a la GNB y adscritos al GAES Capital y Miranda, se enfrentaron en un operativo en el barrio de José Félix Ribas (Petare) a integrantes de la banda de Acevedo, donde perecieron cuatro delincuentes: Manuel Alexander Ramos González, apodado «Masacre»: Anderson Michel Aladejo Rivera, alias «El Mago»; y a los hermanos Kervin Daniel y Randi Rafael Quilimaco Martínez, apodados «El Kervin» y «El Randi». Aunque días después familiares de las víctimas negaron a medios venezolanos que hayan fallecido en dicho operativo, sino que fueron capturados antes y torturados hasta perecer por las fuerzas militares.
A finales de agosto de 2020, una brigada de respuesta inmediata del FAES, dio de baja a otro integrante de la banda de Wuileisys en dicho sector. El delincuente tenía el alias de «El Gago». Los funcionarios incautaron un arma de fuego Glock 9 milímetros. En enero de 2021, autoridades gubernamentales mencionaron un nuevo enfrentamiento entre la banda de «Wilexis» con otra llamada «Fechas patrias» en el sector de José Félix Ribas.

## Actualidad
Pese a los enfrentamientos de Wuileisys Acevedo en Petare de mayo y junio de 2020, tanto con fuerzas militares venezolanas y bandas delictivas, no fue capturado y sigue manteniendo el control de la localidad, incluso con un «presunto» pacto con Nicolás Maduro. Aunque, autoridades gubernamentales han mencionado que el grupo delictivo del pran Acevedo, ha sido desarticulada paulatinamente por medio de operativos policiales por parte de funcionarios de la Fuerzas de Acciones Especiales (FAES), aunque se mantiene activa con más de 200 integrantes.